# پیترو انونی
پیترو انونی (انگلیسی: Pietro Annoni؛ ۱۴ دسامبر ۱۸۸۶ – ۱۹ آوریل ۱۹۶۰) قایقران روئینگ اهل ایتالیا بود.
وی در مسابقات کشوری و بین‌المللی در مجموع برندهٔ ۱ مدال طلا، ۱ مدال نقره شده‌است.